# Egon Schmidt
Egon Schmidt (født 9. juli 1932, død 25. juni 1999) var en dansk videnskabsformidler, som var programvært på programmet Vitek, som op gennem 1980'erne blev sendt i Danmarks Radio. Fra 1967–72 var han medvært i det populære børne/ungdomsprogram Teleklubben, hvor han med sin karakteristiske rolige facon fortalte om teknologiske og naturvidenskabelige emner. Han arbejdede indtil 1968 som folkeskolelærer, og han var i mere end 30 år tilknyttet Gyldendal. Her var han først lærebogsforfatter, senere konsulent, og fra 1986 var han direktør for Gyldendal Undervisning. Han var desuden formand for Brancheforeningen for Undervisningsmidler.
Egon Schmidt var søn af Niels Andersen Schmidt og Mary Elizabeth Schmidt. Han var gift med Eika Schmidt og bror til Birger Schmidt og Tove Haar.